# Ferdinand Siabas
Ferdinand Siabas, né le 30 septembre 1898 et mort le 3 décembre 1969, est un homme politique français.

## Mandats
- 8 décembre 1946 - 7 novembre 1948 : Sénateur des Côtes-du-Nord

## Décorations
- Chevalier du Mérite social